# Navegação Aérea de Portugal
A Navegação Aérea de Portugal — NAV Portugal, E.P.E., é uma entidade pública empresarial que garante a prestação dos serviços de tráfego aéreo - Serviço de Controlo de Tráfego Aéreo, Serviço de Informação de Voo e Serviço de Alerta - nas duas grandes áreas sob a responsabilidade de Portugal: As Regiões de Informação de Voo (RIV) de Lisboa e de Santa Maria.
A sede da Empresa, bem como o Centro de Controlo de Tráfego Aéreo de Lisboa, situam-se junto ao Aeroporto da Portela; o Centro de Controlo Oceânico de Santa Maria, situa-se na ilha de Santa Maria, nos Açores.
A NAV possui órgãos de controlo de tráfego aéreo que garantem a prestação dos Serviços de Tráfego Aéreo nos principais aeroportos de Portugal: Lisboa, Porto, Faro, Funchal, Porto Santo, Santa Maria, Ponta Delgada, Horta e Flores. Através de um protocolo, a NAV é também responsável pela prestação do serviço de controlo de tráfego aéreo no Aeródromo Municipal de Cascais (Tires).